# Благо мени
Благо мени је шеснаести албум певачице Ане Бекуте, објављен 2009. године.

## Песме на албуму
| Р.бр. | Песма                        | Музика                | Текст                 | Аранжман                |
| ----- | ---------------------------- | --------------------- | --------------------- | ----------------------- |
| 1.    | Благо мени                   | Александар Радуловић  | Марина Туцаковић      | Александар Радуловић    |
| 2.    | Нека тајна тајна остане      | Драган Брајовић Браја | Драган Брајовић Браја | Милош Михајловић        |
| 3.    | Ја нисам жељна дуката, злата | Саша Милошевић Маре   | Саша Милошевић Маре   | Саша Милошевић Маре     |
| 4.    | Ко сам ја у твом животу      | Саша Милошевић Маре   | Биљана Вујовић        | Саша Милошевић Маре     |
| 5.    | Очи црне, очи лажне          | Зденко Руњић          | Ненад Нинчевић        | Александар Софронијевић |
| 6.    | Своје жеље купујеш           | Алдин Ченан           | Алдин Ченан           | Алдин Ченан             |
| 7.    | Срећна жена                  | Ратко Јовановић       | Драга Вељковић        | Енџи Маврић             |
| 8.    | Љубав без адресе             | Драган Брајовић Браја | Драган Брајовић Браја | Никола Мишћевић         |